# Symba Smith
Symba Berae Smith (Gulfport (Mississippi), 6 luglio 1970) è un'attrice statunitense.

## Biografia
Prima di cinque fratelli, fa la sua prima interpretazione in televisione a 3 anni per poi allontanarsi e riprendere venti anni dopo.
Ha continuato fino al 2013, anno in cui si ritirò dalle scene.

## Filmografia parziale
- Una pallottola spuntata 33⅓ - L'insulto finale (Naked Gun 33⅓: The Final Insult), regia di Peter Segal (1994)
- Friends - serie TV, 1 episodio (1996)
- L.A. Confidential , regia di Curtis Hanson (1997)
- Star Trek: Deep Space Nine - serie TV, episodio 6x23 (1998)
- Raven (That's So Raven) - serie TV, 1 episodio (2003)